# Tangerine Dream Live Sydney
Tangerine Dream Live Sydney february 22nd 1982 is een livealbum van Tangerine Dream. Het is een veredelde bootleg van radio-opnamen die gemaakt zijn van het concert dat de band gaf in het Regent Theatre in Sydney. Delen van dat concert verschenen al op Sohoman, maar dit album zou de totale opname bevatten. De compact discs hebben wel een manco, sommige nummers worden midden afgekapt, een gevolg van de opnameapparatuur destijds. Het album verscheen in een oplage van 10.000 stuks. Het concert werd gegeven in het kader van de promotie van White Eagle.  

## Musici
- Edgar Froese, Christopher Franke, Johannes Schmoelling – synthesizers

## Muziek
| Nr. | Titel                | Duur  |
| --- | -------------------- | ----- |
| 1.  | Convention of the 24 | 9:39  |
| 2.  | White eagle          | 4:39  |
| 3.  | Ayers majestic       | 7:21  |
| 4.  | Logos (part one)     | 6:02  |
| 5.  | Bondy paradise       | 13:25 |

| Nr. | Titel                                   | Duur       |
| --- | --------------------------------------- | ---------- |
| 1.  | Mojave plan                             | 25:34      |
| 2.  | Thermal inversion (incl Remote viewing) | 11:49/1:12 |
| 3.  | Force majeure (The price)               | 3:49/2:49  |
| 4.  | Choronzon                               | 11:21      |
| 5.  | Midnight in Thula                       | 4:29       |
| 6.  | Outro                                   | 1:17       |

Paul Rijkens stond bij de heruitgave van dit album in 2019 (opnieuw) stil bij een heruitgave onder "The official bootleg series volume 3 onder de paraplu van Esoteric Reactive. Vooral de bijdragen van Schmoelling vallen op (ten opzichte van de periode daarvoor). 
CD1: Tangerine Dream Live Aachen ·
CD2: Tangerine Dream Live Montreal ·
CD3: Tangerine Dream Live Paris ·
CD4: Tangerine Dream Live Sydney ·
CD5: Tangerine Dream Live Ottawa ·
CD6: Tangerine Dream Live Brighton ·
CD7: Tangerine Dream Live Cleveland ·
CD8: Tangerine Dream Live Detroit ·
CD9: Tangerine Dream Live Preston